# Captura balística
En astrodinàmica, la captura balística és un mètode d'inserció a una òrbita d'un planeta o d'una lluna. Una nau navegant a una velocitat orbital menor a la del cos celeste de destí és inserida a una òrbita similar a la del cos, permetent que el planeta o la lluna, al moure's cap a la nau, la capturi gravitacionalment en una òrbita al seu voltant. Aquest mètode no requereix un impuls d'inserció final. És un mètode usat en astrodinàmica de baixa energia.
Aquest mètode fou usat per primera vegada el 1991 per la nau japonesa Hiten, la qual fou inserida en òrbita lunar.
Es preveu que sigui:
- Més segur, ja que no hi ha cremada d'inserció crítica de temps,
- Llançable en gairebé qualsevol moment, en lloc d'haver d'esperar una finestra estreta d'oportunitats,
- Més eficient en combustible per a algunes missions.

El mètode convencional és una òrbita de transferència de Hohmann, que implica una cremada d'inserció.

## Transferència de baixa energia
Article detallat: Transferència de baixa energia
La transferència d'energia baixa (LET) es va proposar als anys 80. La nau espacial es llança cap a una òrbita de transferència que la situa per davant del recorregut orbital del planeta objectiu. A mesura que el planeta s'acosta a la nau espacial, la gravetat del planeta atrau l'embarcació a una òrbita circular elevada, eliminant la necessitat d'una cremada d'inserció. Aquesta òrbita és temporal, finalment la nau espacial la deixaria de nou, però després fa servir propulsors de baixa potència per arribar a una òrbita inferior. Pot utilitzar els motors iònics molt més eficients en aquesta etapa, ja que no és necessari un alt nivell d'empenta.
Amb algunes òrbites objectiu, el combustible total és inferior al de la transferència Hohmann. La transferència de Hohmann és més eficient si s'orienta una òrbita més propera a Mart, però només es pot fer en determinats moments. La captació balística, en canvi, es pot utilitzar en qualsevol moment.
El 2014, es va proposar la transferència de baixa energia com una maniobra orbital millorada per a futures missions a Mart. Es pot realitzar en qualsevol moment, no només una vegada cada 26 mesos, com en altres maniobres i no implica frenades perilloses i costoses (cost del combustible). Però triga fins a un any, en lloc de nou mesos, a fer una transferència de Hohmann.